# Utsteinflya
Utsteinflya är en platå i Östantarktis. Norge gör anspråk på området.